# Guyana
Guyana, plným názvem Guyanská kooperativní republika (anglicky Co-operative Republic of Guyana), je stát v Jižní Americe. Jeho sousední státy jsou Brazílie, Surinam a Venezuela. Je jediným státem Commonwealthu na jihoamerické pevnině. Leží při pobřeží Atlantského oceánu a severně od rovníku. Je třetím nejmenším státem Jižní Ameriky, rozloha odpovídá přibližně Velké Británii.

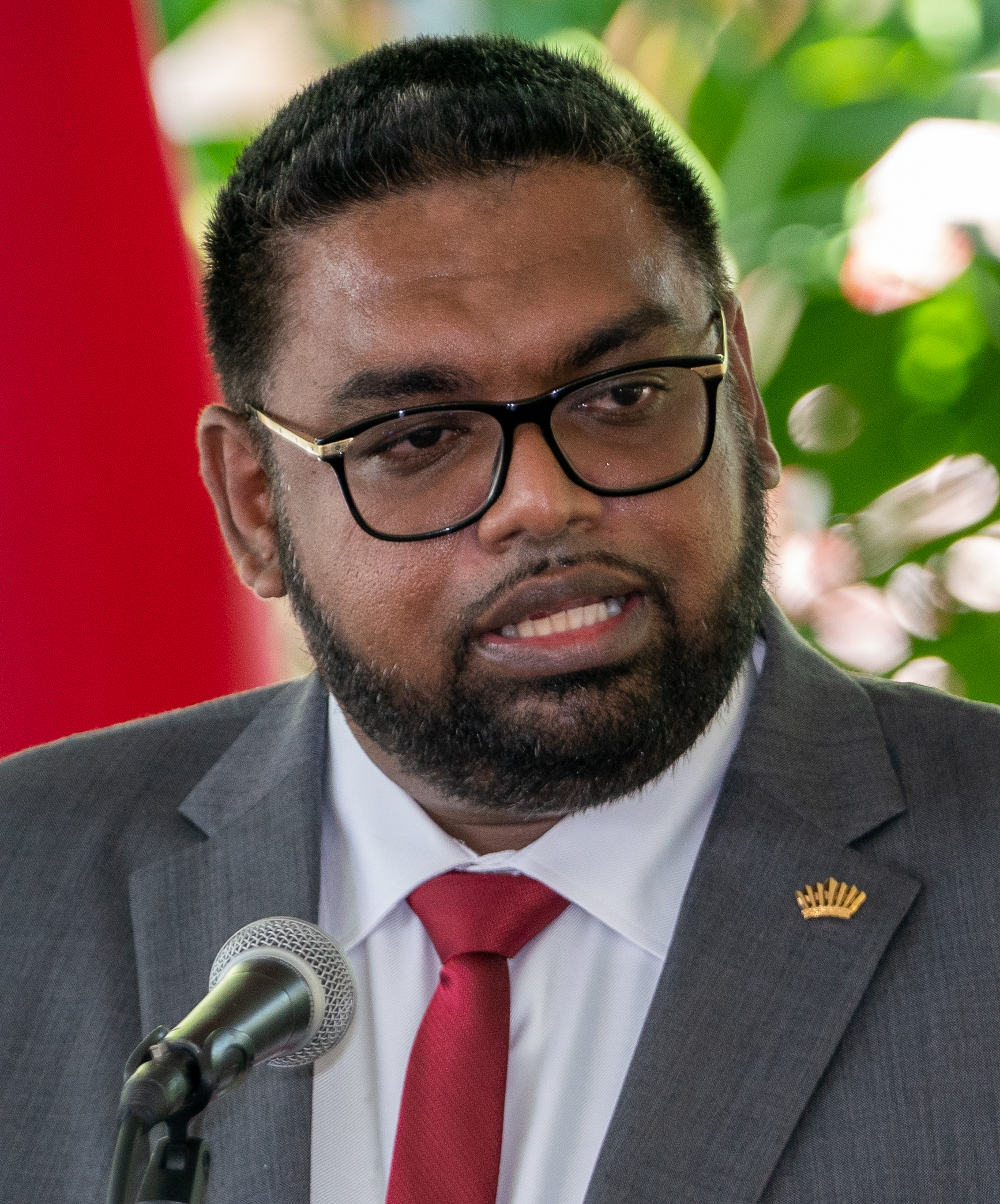
Prezident Guyany Irfaan Ali při setkání s americkým ministrem zahraničí Mikem Pompeem v Georgetownu 18. září 2020

## Dějiny

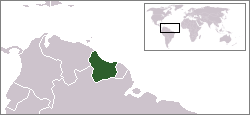
Holandská Guiana 1667–1814

Území Guyany bylo původně osídleno kmeny Aravaků a Karibů. Pobřeží Guyany objevil roku 1498 Kryštof Kolumbus. O rok později přišli do země první Španělé. Neměli ale o toto území zvláštní zájem, a proto se v Guyaně od 16. století usazovali Nizozemci, Francouzi a Britové. V polovině 17. století se Holanďanům a Francouzům podařilo Angličany ze země vytlačit.
Přibližně o jedno století později, roku 1796, obsadili nizozemskou část Guyany Angličané. Vlastnické vztahy byly upraveny až roku 1814. Nizozemská Guyana byla rozdělena mezi Angličany a Nizozemce a Surinam – v této době patřící ještě ke Guyaně, byl přidělen Nizozemcům. Během napoleonských válek bylo území okupováno Brity, a nakonec se stalo součástí Britského impéria. Evropští usedlíci do země přivezli velké množství otroků z Afriky pro práci na plantážích, ale roku 1833 bylo zrušeno otroctví, proto země v letech 1833 až 1917 zaznamenala příliv indických pracovních sil, který výrazně poznamenal následující demografické a politické dějiny Guyany.
V roce 1899 rozhodla mezinárodní smírčí komise, složená ze zástupců Spojených států, Spojeného království a Ruského impéria, o příslušnosti území Guayana Esequiba k tehdejší Britské Guyaně. Venezuela, která si toto území také nárokovala, nebyla v této komisi zastoupena, ale její verdikt tehdy přijala.
Roku 1923 se stala Guyana britskou královskou kolonií. V roce 1953 získala Guyana vnitřní autonomii a 26. května 1966 získala definitivně samostatnost. Guyana byla zpočátku parlamentní monarchií a hlavou státu byla britská královna Alžběta II. Od 23. února 1970 je Guyana prezidentskou republikou. Dvě nejdůležitější strany v parlamentu zastupují dvě největší národnostní skupiny: Lidový národní kongres (People National Congress) je stranou obyvatelů afrického původu a Lidová pokroková strana (People Progressive Party) zastupuje většinu obyvatel indického původu, kteří tvoří 40 % populace. 
V roce 1970 se prezidentem Guyany stal Forbes Burnham. Tehdy nastoupila Guyana cestu socialismu. Byla povolena jen jedna strana, omezeny základní lidské svobody a znárodněn průmysl. Po smrti Forbese Burnhama v roce 1985 se země vrátila k tržnímu hospodářství a demokratickému uspořádání.
V roce 1978 získala Guyana mezinárodní pozornost, když zde 918 příslušníků americké sekty Chrám lidu pod vedením Jima Jonese spáchalo hromadnou sebevraždu. Mezi oběťmi bylo také 300 dětí. V předcházejícím incidentu byl příslušníky sekty spolu s dalšími pěti lidmi zavražděn kongresman Leo Ryan, jediný člen Kongresu USA zabitý při výkonu svého povolání.
V říjnu 1992 se v Guyaně konaly prezidentské volby, první svobodné volby po 24 letech. Zvítězil vůdce levicové opozice Cheddi Jagan. V květnu 2008 se prezident Bharrat Jagdeo připojil k dohodě zakládající Unii jihoamerických národů.
Volby do Národního shromáždění dne 11. května 2015 vyhrála opoziční koalice A Partnership for National Unity (APNU) a Alliance for Change (AFC) pod vedením bývalého brigádního generála Davida Grangera. Tím ztratila strana PPP po 23 letech moc. Granger složil 16. května 2015 přísahu jako prezident. Avšak 21. prosince 2018 mu parlament vyslovil  nedůvěru. Podle ústavy měl být do 90 dnů zvolen nový parlament. Vláda ještě získala čas manévrováním, ale 18. června 2019 rozhodl Caribbean Court of Justice (CCJ, Karibský dvůr spravedlnosti) jako poslední instance, že vláda musí nové volby uspořádat. Volby se pak konaly 2. března 2020. Posléze byly ale prohlášeny za částečně neplatné, neboť strana PPP dokázala určité manipulace s hlasy. Po přepočítání hlasů byl za nového prezidenta Guyany prohlášen politik strany PPP Irfaan Ali, který byl do úřadu uveden v srpnu 2020. Irfaan Ali je muslimské víry.

## Státní symboly

### Vlajka
Guyanská vlajka je tvořena zeleným listem o poměru stran 3:5, námořní vlajka má poměr 1:2. Na listu je stylizovaný „zlatý hrot šípu“, který je bíle lemovaný a směřuje ke vlajícímu okraji. U žerdi je červený trojúhelník s černým lemováním.

### Hymna
Guyanská hymna je píseň Dear Land of Guyana, of Rivers and Plains (česky Milá Guyano, země řek a plání). Hudbu složil Robert Cyril Gladstone Potter a text napsal Archibald Leonard Luker. Hymna byla přijata měsíc před vyhlášením nezávislosti Guyany v roce 1966.

## Geografie

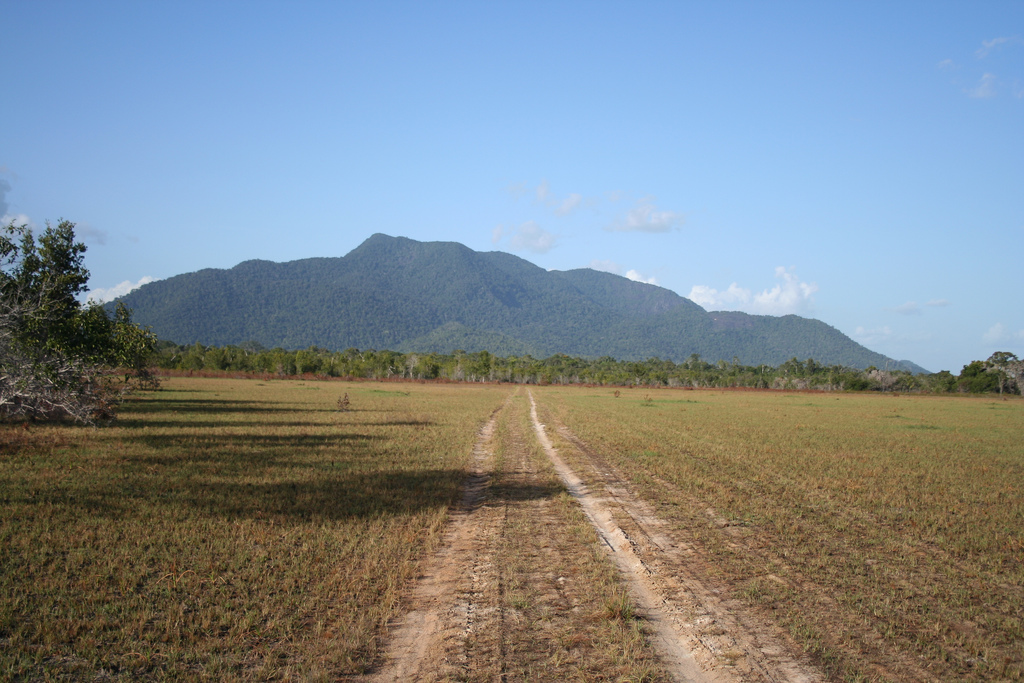
Savana Rupununi

Povrch země tvoří na západě a jihu Guyanská vysočina, která vystupuje nejvýše na západ v pohoří Pakaraima. Na západě se objevují zbytky křídového pískovcového příkrovu jako ploché tabulové hory, reliéf je zde charakterizován silně rozčleněnými a oddělenými hřbety. Podél Atlantského pobřeží a v údolí řeky Essequibo se rozkládá bahnitá nížina. Nejdůležitější řekou je Essequibo a hraniční Courantyne. Blízko hranice s Venezuelou je vodopád King George VI, který měří 488 metrů. Severně od řeky Rupununi se nachází savana Rupununi. Nejvyšší horou Guyany je Roraima (2 772 metrů). Je jedinou turisticky přístupnou stolovou horou v Guyanské vysočině. Podnebí země je tropické vlhké a teplé. V hlavním městě Georgetownu je průměrná teplota v lednu 26 °C, v říjnu 27,5 °C a průměrný roční úhrn srážek je 2 250 mm.

## Politika

### Mezinárodní spory
Země má pohraniční spory s Venezuelou (o území tzv. Guayana Esequiba), se Surinamem (o území Tigri) a o námořní hranici s Trinidadem a Tobagem.
Zvláště územní spor s Venezuelou, při kterém se jedná o 62 % územní plochy Guyany (přesněji 159 542 km2) západně od řeky Essequibo, je pro tento stát od roku 1899 problémem. V onom roce rozhodla mezinárodní smírčí komise (složená ze Spojených států, Spojeného království a Ruského impéria) o příslušnosti tohoto území k tehdejší Britské Guyaně. Venezuela nebyla v této komisi zastoupena, ale její verdikt tehdy přijala. V roce 1963 však ve Venezuele vzrostly snahy tuto otázku znovu otevřít. Těsně před vyhlášením samostatného státu Guyana v roce 1966 uzavřely Spojené království a Venezuela v Ženevě dohodu, podle které měla být zřízena nová mezinárodní smírčí komise. Nadto prohlásily obě strany této úmluvy rozhodnutí smírčí komise z roku 1899 za neplatné. Po čtyřech letech bezvýchodného vyjednávání byla smírčí komise rozpuštěna. Venezuela zastává své jednostranné nároky na sporné území až do současnosti a několikrát je přednesla před mezinárodními instancemi, například před Organizací spojených národů (OSN) v roce 2006. Naopak Guyana předložila v roce 2018 tento případ k rozhodnutí Mezinárodnímu soudnímu dvoru v Haagu. Dne 1. prosince 2023 rozhodl soudní tribunál v Haagu ve prospěch Guyany. V referendu konaném dne 3. prosince 2023 se obyvatelstvo Venezuely většinou 96 % rozhodlo podpořit vládu Nicoláse Madury, aby nadále usilovala o převzetí správy nad velkou částí guayanského území, na které jsou prokazatelně významná naleziště ropy. Venezuela se bude snažit o vytvoření nového spolkového státu s názvem Guayana Esequiba, přičemž má tamější obyvatelstvo obdržet venezuelské státní občanství.

### Administrativní dělení

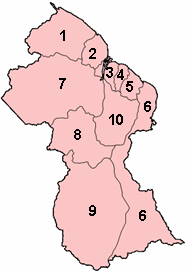
Regiony Guyany

Guyana se dělí na deset regionů. Každý region je spravován regionální demokratickou radou (Regional Democratic Council, RDC)
|    | Region                          | Rozloha km² | Počet obyvatel | Hustota zalidnění na km² |
| -- | ------------------------------- | ----------- | -------------- | ------------------------ |
| 1  | Barima-Waini                    | 20 339      | 24 275         | 1,2                      |
| 2  | Pomeroon-Supenaam               | 6 195       | 49 253         | 8,0                      |
| 3  | Essequibo Islands-West Demerara | 2 232       | 103 061        | 46,2                     |
| 4  | Demerara-Mahaica                | 1 843       | 310 320        | 168,4                    |
| 5  | Mahaica-Berbice                 | 3 755       | 52 428         | 14,0                     |
| 6  | East Berbice-Corentyne          | 36 234      | 123 695        | 3,4                      |
| 7  | Cuyuni-Mazaruni                 | 47 213      | 17 597         | 0,3                      |
| 8  | Potaro-Siparuni                 | 20 051      | 10 095         | 0,5                      |
| 9  | Upper Takutu-Upper Essequibo    | 57 750      | 19 387         | 0,3                      |
| 10 | Upper Demerara-Berbice          | 19 387      | 41 112         | 2,1                      |
|    | Guyana                          | 214 999     | 751 223        | 3,49                     |

Regiony jsou rozděleny do 27 okresů nazývaných „neighbourhood councils“.

## Ekonomika

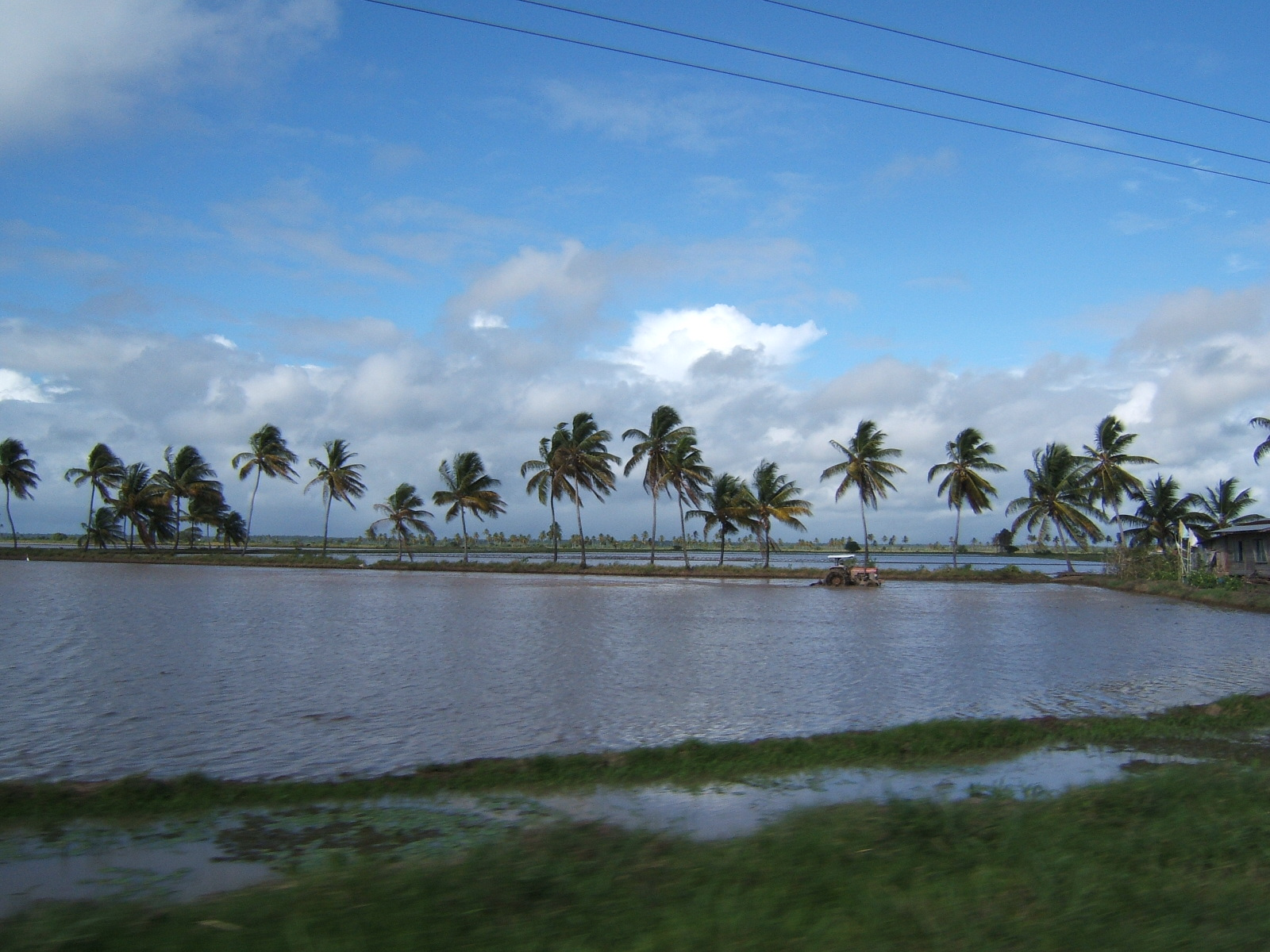
Traktor na rýžovém poli v Guyaně na pobřežní pláni

Nejvýznamnějším sektorem ekonomiky Guyany je zemědělství (produkce rýže a hnědého třtinového cukru), těžba bauxitu a zlata, neméně důležité je lesnictví. Významný je také lov krevet. Neustávajícím problémem je nedostatek kvalifikované pracovní síly a nedostatečná infrastruktura.
Guyanská vláda obtížně balancuje mezi nutností se dále nezadlužovat a potřebou investovat do komunikací a rozvodných sítí.
Prezident Bharrat Jagdeo po svém zvolení vedl sérii rozhovorů se Světovou bankou a podařilo se mu dohodnout odpuštění dluhu v celkové výši 800 000 000 dolarů.[zdroj?]
Globální nízké ceny bauxitu a cukru během ekonomické krize se sebou přinesly pesimistické vyhlídky. Nicméně od roku 1999 guyanská ekonomika zaznamenává pomalý růst a ani ekonomická krize se sebou nepřinesla záporná růstová čísla. To vše díky extenzivnímu rozšiřování zemědělství, zvyšující se míře těžby minerálů, nízké inflaci a stálé vládní podpoře zahraničních investorů.
Cukrovarnický průmysl zaujímá 28 % exportních zisků. Téměř monopolní postavení ve výrobě cukru má společnost Guysuco, která je také největším národním zaměstnavatelem. Ostatní sektory průmyslu jsou z většiny řízeny zahraničními společnostmi, například hegemony v těžbě minerálů jsou americká společnost Reynolds Metals a britsko-australská Rio Tinto Group. V těžbě dřeva je nejvíce výraznou firmou korejsko-malajsijská Barama Company.
Dnes už méně významným ale přesto důležitým odvětvím je sklízení přírodního kaučuku ze stromu Manilkara bidentata. Přírodní kaučuk z tohoto stromu nazývaný „balata“ se používá na vyrábění kriketových míčků, k produkci dočasných zubních výplní a indiáni z kmene Macushi jej používají k výrobě dekoračních předmětů. Největší plantáže se nacházejí v podhůří Kanuku Mountains na jihu země.
Více než 80 % plochy země zaujímají lesy. Pěstují se cukrová třtina, rýže, maniok, banány a kokosové palmy. Chová se skot, ovce a drůbež. Důležitý je rybolov.
Velké naděje se vkládají do těžby ropy. Již v roce 1999 získal koncern ExxonMobil právo na průzkum významné části guyanské ekonomické zóny. V roce 2007 byl započat průzkum a v květnu 2015 byl oznámen objev prvních ložisek ropy s celkovým odhadovaným objemem čtyř miliard barelů tzv. velmi těžké ropy. Těžba byla zahájena v prosinci 2019 a celkové zásoby jsou v roce 2023 podle britské BBC odhadovány na 11 miliard barelů. Podle odhadů Mezinárodního měnového fondu by díky těžbě ropy měl výrazně vzrůst objem guyanské ekonomiky (řádově o desítky procent). 
Díky nárůstu příjmů z ropy zaznamená v roce 2023 guyanská ekonomika 38% růst a stane se nejrychleji rostoucí ekonomikou světa, informoval Mezinárodní měnový fond (MMF). Jedničkou byla v tomto směru i vloni, kdy tamní ekonomika rostla dokonce tempem 62 procent.
Za posledních pět let se díky příjmům z ropy ekonomika 800tisícové země zčtyřnásobila. Současný růst by měl ještě minimálně několik let pokračovat.
Přesto panují obavy, jak se s novými příjmy státního rozpočtu vypořádá křehký politický režim v zemi.

## Obyvatelstvo
K roku 2018 činil odhad počtu obyvatel 800 000 lidí. Jen zhruba třicet procent z nich žije ve městech. Obyvatelstvo je soustředěno při pobřeží oceánu na západě země, případně v pásu u východních hranic. Jinak dvě třetiny území státu pokrývá neobydlený deštný prales.
Většinu populace (40 %) tvoří lidé indického původu. Indové se sem začali ve velkém stěhovat jako levná pracovní síla za britské nadvlády po zrušení otroctví roku 1833. Třicet procent tvoří černoši s původem v Africe, deset procent obyvatel je původu indiánského, zhruba dvacet procent jsou míšenci různého druhu.
Země je převážně křesťanská, k různým křesťanským větvím se hlásí asi 57 procent populace. 25 procent vyznává hinduismus, sedm procent islám. Mezi křesťany má zvláštní postavení protestantské letniční hnutí, k němuž se hlásí asi 25 procent obyvatel. Katolíků je sedm procent, silné zastoupení mají s 5,5 procenty také Adventisté sedmého dne.
Úředním jazykem na Guyaně je angličtina, jakožto v jediné zemi Jižní Ameriky. Většina obyvatel ale mluví guyanskou kreolštinou.

## Sport
Guyana se od roku 1948 zúčastňuje olympijských her. Od té doby získala jednu medaili, na hrách v Moskvě roku 1980 vybojoval bronz boxer Michael Anthony. Nejpopulárnějším sportem na Guayaně je kriket.[zdroj⁠?!] Guyana hostila kriketové zápasy v rámci mistrovství světa v kriketu 2007.